# Robert James Creighton
Robert James Creighton (1835 - 22 de maio de 1893) foi um membro do Parlamento do século XIX na região de Auckland, Nova Zelândia.

## Início da vida e carreira jornalística
Creighton nasceu em Derry, Irlanda, em 1835. Ele foi um aprendiz compositor com o Londonderry Sentinel, antes de se tornar um repórter e, em seguida, membro da equipe editorial daquele jornal. No início da década de 1860, ele emigrou para a Nova Zelândia, e em 1862 tornou-se coproprietário do jornal The Southern Cross em Auckland. Após a compra do jornal por Julius Vogel em 1868, Creighton estabeleceu a curta Imprensa Livre. Mais tarde, atuou como editor do New Zealand Times e do New Zealand Herald.
Foi brevemente residente do Havaí, onde foi editor do Pacific Commercial Advertiser em 1886, e também Ministro das Relações Exteriores do Rei Kalākaua.

## Carreira política
Creighton representou o eleitorado de Parnell de 1865 a 1866, quando se aposentou. Ele então representou o eleitorado de Newton de 1869 a 1870, quando se aposentou. Ele então representou o eleitorado do Éden de 1871 a 1875, quando se aposentou.